# Källna församling
Källna församling var en församling i Lunds stift och i Klippans kommun. Församlingen uppgick 1977 i Östra Ljungby församling.

## Administrativ historik
Församlingen har medeltida ursprung.
Församlingen var till 1977 annexförsamling i pastoratet Östra Ljungby och Källna som mellan 1962 och 1974 även omfattade Össjö församling. Församlingen uppgick 1977 i Östra Ljungby församling.

## Kyrkobyggnader
- Källna kyrka